# Bitter Virgin
Bitter Virgin (japonês: ビター バージン, Hepburn: Bitā Bājin) é um mangá seinen criado pelo mangaká Kei Kusunoki e publicado na Young Gangan. Essa história contém drama, e romance.

## Enredo
Daisuke Suwa é um estudante colegial entediado que vive com sua mãe em uma pequena comunidade japonesa. Jogador e mulherengo, sua ambição é deixar a pequena cidade onde ele cresceu e se mudar para uma cidade grande como sua irmã, Izumi, fez. Um dia, durante a aula, enquanto discutia com seus amigos qual das garotas da turma ele pediria para sair, ele diz que ele dispensaria apenas uma: Hinako Aikawa, uma quieta e delicada mulher que tem fobia de homens.
Trabalhando depois da aula no restaurante da sua mãe, Daisuke para em uma igreja abandonada enquanto fazia uma entrega. A igreja tem uma lenda de um fantasma de uma noiva assassinada e vingativa que "persegue você com uma faca e um bolo". Toda a população da vila, exceto ele, mantém distância da mesma. Entrando para descansar, ele ouve alguém se aproximando e se esconde em uma cabine de confessionário.
Surpreendido ao ver Hinako (que, por ter recém-chegado à cidade não tinha ouvido as histórias) entrando na igreja, ele permanece no confessionário e finge ser um padre para evitar um embaraçoso momento. Ele diz a ela que a missa tinha terminado e pede a ela para sair a não ser que ela tenha vindo para se confessar, esperando que ela vá embora. Ele se surpreende quando, em vez de sair, Hinako lhe pergunta se ele vai ouvir a sua confissão. Daisuke, acreditando que será uma mera trivialidade, concorda. Ela passa a contar uma história que vai ligar os dois para sempre.
Enquanto estava no colégio, Hinako foi abusada e violada por seu padrasto, e engravidou. Sua mãe descobriu a gravidez, e não acredita em Hinako quando diz que o padrasto é o pai. Hinako é forçada a abortar a gravidez porque o bebê já tinha morrido dentro dela. O abuso continuou. Hinako engravidou outra vez, mas desta vez os médicos descobrem provas de abuso e sua mãe finalmente acredita nela, expulsando o padrasto de casa. Os médicos dizem a Hinako que se ela fizer outro aborto, ela poderá perder a capacidade de engravidar. Hinako então resolve dar à luz o filho e colocá-lo para adoção.
Um ano antes da história começar, ela dá a luz a um menino. Hinako nem sequer vê seu filho antes de ele ser levado para adoção, mas agora se pergunta se ela deveria, pelo menos, comemorar o seu aniversário. Ela vem para a igreja para perguntar a Deus se deveria. Com Hinako quase chorando, Daisuke desesperado diz ela "Você tem o apoio de Deus". Agradecendo-lhe, ela sai.
No dia seguinte, Daisuke inicialmente não pode acreditar no que ele tinha ouvido, suspeitando que Hinako inventou toda a questão para tornar-se uma espécie de heroína trágica. Enquanto ele vai para sua casa depois da escola, a fim de confirmar se a sua história era verdadeira ou não, Hinako para para olhar para uma mulher e seu bebê em um carro. De repente, os freios cedem e o carro começa a descer uma colina. Hinako corre em direção ao carro para salvar a criança e Daisuke instintivamente salta na frente de Hinako para protegê-la. Tanto o carro quanto o bebê são salvos, mas não antes do carro bater na testa de Daisuke deixando-lhe um corte, atirando-o para o chão com Hinako. No processo, a saia de Hinako sobe um pouco e Daisuke vê uma cicatriz de cesariana em seu estômago, reconhecendo-a como a mesma que ele viu na mãe.
A história de Hinako se prova verdadeira, Daisuke fica chocado, mas quando vai do hospital para sua casa (depois de ter seu corte tratado), ela sorri alegremente a ele quando ela reconhece a canção que ele começa a cantar para si mesmo, fazendo o coração dele disparar. Daisuke resolve ajudar Hinako no que ele puder, mas não consegue tirar ela de sua mente.

## Personagens
Daisuke Suwa: O personagem principal da história, Daisuke é quieto, mas é bem visto quando se trata de mulheres, mas não gosta de nenhuma delas a ponto de a pedir para sair com ele. Hinako Aikawa é a única garota que ele não se sente bem por causa da sua timidez dela em relação a ele e a todos os outros homens, o que mexe com ele. Mas quando ele acidentalmente ouve ela se confessando, dizendo que já foi abusada sexualmente pelo padrasto, esteve grávida dele duas vezes, foi mãe, tendo deixado seu filho para adoção, ele começa a mudar sua relação com ela, até que ele se apaixona por ela.
- Hinako Aikawa: Uma garota que sofreu depois que seu padrasto a estuprou e a engravidou duas vezes.
- Kazuki Ibuse: Garota apaixonada por Daisuke. Fará de tudo para ter ele de volta.
- Yuzu Yamamoto: Melhor amiga de Daisuke. Aparenta ter uma queda por ele, mas ficam melhores como amigos.
- Izumi Suwa: Irmã mais velha de Daisuke. Depois de ir para Tóquio durante um longo período, voltou para sua cidade natal para dar à luz seu filho, o qual nasce morto.
- Srª Suwa: Mãe de Daisuk e Izumi. Quer que seu filho tome conta de seu restaurante.== Lançamento ==

A série de mangá foi primeiro serializada em Young Gangan, e compreendeu quatro volumes que foram lançados no Japão de 25 de abril de 2006 a 25 de junho de 2008. No exterior, a série foi licenciada na França por Ki-oon. Também foi licenciada em Taiwan pelo Chingwin Publishing, que publicou os quatro volumes do mangá entre junho e novembro de 2008 e em Hong Kong por Jade Dynasty.